# Panamerikanische Spiele 2011/Leichtathletik – 800 m der Männer
Der 800-Meter-Lauf der Männer bei den Panamerikanischen Spielen 2011 fand am 27. und 28. Oktober 2011 im Telmex Athletics Stadium in Guadalajara statt.
15 Athleten aus zwölf Ländern nahmen an dem Wettbewerb teil. Die Goldmedaille gewann Andy González nach 1:45,58 min, Silber ging an Kléberson Davide mit 1:45,75 min und die Bronzemedaille sicherte sich Raidel Acea mit 1:46,23 min.

## Rekorde
Vor dem Wettbewerb galten folgende Rekorde:
| Weltrekord        | David Rudisha | 1:41,01 min | Rieti, Italien                                       | 29. August 2010 |
| Rekord der Spiele | Yeimer López  | 1:44,58 min | Panamerikanische Spiele in Rio de Janeiro, Brasilien | 28. Juli 2007   |

## Vorläufe
Aus den zwei Vorläufen qualifizierten sich die jeweils drei Ersten jedes Laufes – hellblau unterlegt – und zusätzlich die zwei Zeitschnellsten – hellgrün unterlegt – für das Finale.

### Lauf 1
27. Oktober 2011, 16:45 Uhr
| Platz | Bahn | Athlet           | Land               | Zeit (min) |
| ----- | ---- | ---------------- | ------------------ | ---------- |
| 1     | 7    | Andy González    | Kuba               | 1:48,21    |
| 2     | 1    | Mark Wieczorek   | Vereinigte Staaten | 1:48,31    |
| 3     | 2    | Lutimar Paes     | Brasilien          | 1:48,37    |
| 4     | 6    | Rafith Rodríguez | Kolumbien          | 1:48,41    |
| 5     | 5    | Moise Joseph     | Haiti              | 1:49,12    |
| 6     | 4    | Nico Herrera     | Venezuela          | 1:49,29    |
| 7     | 8    | Jose Esparza     | Mexiko             | 1:50,65    |
| 8     | 3    | Jon Rankin       | Cayman Islands     | 2:21,36    |

### Lauf 2
27. Oktober 2011, 16:52 Uhr
| Platz | Bahn | Athlet              | Land                | Zeit (min) |
| ----- | ---- | ------------------- | ------------------- | ---------- |
| 1     | 7    | Tyler Mulder        | Vereinigte Staaten  | 1:49,65    |
| 2     | 6    | Kléberson Davide    | Brasilien           | 1:49,65    |
| 3     | 2    | Raidel Acea         | Kuba                | 1:50,04    |
| 4     | 1    | Jamaal James        | Trinidad und Tobago | 1:50,14    |
| 5     | 5    | Jenner Pelico       | Guatemala           | 1:51,12    |
| 6     | 3    | Juan Sebastián Vega | Nicaragua           | 1:52,60    |
| 7     | 8    | Edgard Cortez       | Argentinien         | 1:59,02    |
|       | 4    | Eduar Villanueva    | Venezuela           | DNS        |

## Finale
28. Oktober 2011, 16:10 Uhr
| Platz | Bahn | Athlet           | Land               | Zeit (min) |
| ----- | ---- | ---------------- | ------------------ | ---------- |
|       | 8    | Andy González    | Kuba               | 1:45,58 SB |
|       | 3    | Kléberson Davide | Brasilien          | 1:45,75    |
|       | 7    | Raidel Acea      | Kuba               | 1:46,23    |
| 4     | 4    | Tyler Mulder     | Vereinigte Staaten | 1:46,46    |
| 5     | 2    | Mark Wieczorek   | Vereinigte Staaten | 1:47,75    |
| 6     | 6    | Lutimar Paes     | Brasilien          | 1:47,76    |
| 7     | 1    | Jon Rankin       | Cayman Islands     | 1:52,72    |
| 8     | 1    | Moise Joseph     | Haiti              | 1:54,88    |
| 9     | 5    | Rafith Rodríguez | Kolumbien          | 1:58,27    |